# Ficedula platenae
Ficedula platenae е вид птица от семейство Muscicapidae. Видът е световно застрашен, със статут Уязвим.

## Разпространение
Среща се на Филипините.